# Holper Bach
Der Holper Bach, im Oberlauf bis oberhalb von Oberholpe Bruchhauser Bach, ist ein 14,4 km langer, rechter Nebenfluss der Sieg in Nordrhein-Westfalen und Rheinland-Pfalz, Deutschland.

## Name
Der Fluss wird im Jahr 1575 (die hölffe) erstmals schriftlich genannt. Der Name ist ein Komposition aus dem Begriff -apa und dem germanischen Wortstamm *hula- für 'hohl, Höhle'.

## Geographie
Der Bach entspringt als Bruchhauser Bach südöstlich von Hermesdorf auf einer Höhe von 364 m ü. NHN. Er fließt vorrangig in südöstliche Richtungen und passiert dabei die Ortschaft Bruchhausen. Unterhalb von Oberholpe wird der Bach dann Holper Bach genannt. Anschließend durchfließt er das schon erwähnte Oberholpe und Holpe und Kaltau und mündet nach dem Durchfließen von Pirzenthal auf 139 m ü. NHN rechtsseitig in die Sieg.
Der Holper Bach überwindet auf seinem 14,4 km langen Weg einen Höhenunterschied von 225 m, was einem mittleren Sohlgefälle von 15,6 ‰ entspricht. Er entwässert ein 26,2 km² großes Einzugsgebiet über Sieg und Rhein zur Nordsee.